# Amores que matan (telenovela)
Amores que matan é uma telenovela equatoriana escrita por Ignacio Esains, Pablo Velázquez, Cecil Stacio e Jorge Lozada, produzida por Roxana Varas, dirigida por Marcos Espín e Nitsy Grau e transmitida pela emissora Ecuavisa no ano 2005 a 2006, contou com 83 capítulos aproximadamente.
Protagonizada por Flor María Palomeque, Andrés Garzón e Maricela Gómez junto a Carolina Jaume como protagonista juvenil e com as participações antagónicas de Eduardo Carreira e Claudia Gómez.

## Sinopse
Quatro histórias de amor cruzam-se na redação da Vermelha, um jornal de crônica vermelha de Guayaquil, histórias que exploram a complexidade das relações de família, os valores, e a luta constante das personagens por manter a união familiar, ou pelo menos a imagem da união familiar.

## Audiência
Em 2005 foi um ano em que a audiencia esteve pendente de como desatar-se-ia o final destas histórias de amor. Definitivamente são coisas que passam, são "Amores que matam" mas ninguém morre jamais.

## Elenco
- Flor María Palomeque -  Reyna Albornoz
- Andrés Garzón - Wagner Altamirano
- Maricela Gómez - Norma de Altamirano
- Carolina Jaume - Cristina Hinojosa
- Eduardo Carreira
- Efraín Ruales - Daniel
- Claudia Gómez
- Maribel Solines
- Carlos Valencia: Dario
- Carlos Piñeiros
- Roberto Chávez
- Darío León
- Leopoldo Morais - Toño "O Cubano"
- Marilú Pesántez
- Frank Bonilla
- Jaime Arellano
- Carmen Angulo
- Prisca Bustamante
- Antonio Santos
- Estela Álvarez
- Samantha Grey

## Produção
- Este melodrama com toques de histórias de amor, mas com toques de suspenso converte-se na última telenovela que produziu o canal em quase 40 anos ininterruptos de realização de dramáticos, isto devido a razões econômicas e políticas do país, até o ano 2007 quando Ecuavisa retomou a produção de dramatizados com La novela del Cholito.